# Ixtepec (flygplats)
Ixtepec är en flygplats i Mexiko.   Den ligger i kommunen Ciudad Ixtepec och delstaten Oaxaca, i den sydöstra delen av landet, 500 km sydost om huvudstaden Mexico City. Ixtepec ligger 64 meter över havet.
Terrängen runt Ixtepec är platt åt sydväst, men åt nordost är den kuperad. Runt Ixtepec är det ganska tätbefolkat, med 62 invånare per kvadratkilometer. Närmaste större samhälle är San Jerónimo Ixtepec, 1,3 km norr om Ixtepec. Omgivningarna runt Ixtepec är en mosaik av jordbruksmark och naturlig växtlighet.